# 菊池氏
菊池氏（きくち し）は、武家・華族だった日本の氏族。平安時代より九州肥後国菊池郡（熊本県菊池市）を本拠とした豪族で南北朝時代には歴代当主が南朝方武将として活躍したが、南北朝合同後に衰退し、戦国時代に大友氏に滅ぼされた。支流が米良氏として残り、江戸時代には交代寄合、明治維新後は菊池に復姓して華族の男爵家に列した。

## 概要
中関白藤原道隆の子大宰権帥藤原隆家の子孫と伝承されるが、実際には刀伊の入寇の際に隆家とともに奮戦した大宰府官で、その戦功により大宰少弐、対馬守となった藤原政則の子孫であると見られる。11世紀後半から肥後国菊池郡（熊本県菊池市）の在地領主として勢力を拡大。平安時代末の治承・寿永の乱の頃の当主菊池隆直は、一国棟梁的存在として菊池権守と呼ばれ、鎌倉時代には鎌倉幕府御家人に列した。鎌倉中期の当主菊池武房は蒙古襲来時に奮戦した。1333年には菊池武時が鎮西探題館に討ち入って戦死したが、その子菊池武重は後醍醐天皇の建武新政下において肥後守に叙せられ、以降南北朝時代において菊池武重、菊池武敏、菊池武光が九州の南朝方武将として活躍した。両朝の和合後には菊池武朝が肥後の守護になり、菊池能運まで続いた。戦国時代には阿蘇惟長(菊池武経)や大友重治(菊池義武)などが菊池の名跡を継いだが、義武の時代に大友義鎮に滅ぼされた。能運の子孫は日向国米良（宮崎県児湯郡西米良村）へ逃れ、以後米良氏を名乗るようになったという。米良氏は江戸時代には交代寄合（参勤交代をするが、5000石格の無高で肥後国人吉藩相良氏の扶養という特殊な交代寄合家だった）として続き、明治になり、菊池姓に復し、南朝忠臣菊池氏の末裔の由緒から華族の男爵に叙された。

## 肥後菊池氏

### 起源
中国の歴史書『三国志』中の「魏志」第30巻烏丸鮮卑東夷伝倭人条（魏志倭人伝）に登場する狗奴国の官・狗古智卑狗（くこちひく）を、その名前より「菊池彦」に通じるとし、熊本県菊池郡や菊池氏との関連を指摘する説がある。平安時代初期に編纂された勅撰史書『続日本紀』には、文武天皇二年五月甲申（698年7月8日）の條に「令大宰府繕治大野基肄鞠智三城」（太宰府をして大野・基肄・鞠智の三城を繕い治めせしむ）の記述がある。また奈良時代の天平勝宝元年十一月三日（749年12月16日）に奈良東大寺が大宅可是麻呂から進上された61名の奴婢を記録した『奴婢帖』の中には「右京四條四坊戸主鞠智足人」の名が見える。平安時代中期の承平年間（931年 – 938年）に編纂された辞書『和名類聚抄』ではこの地名を「久々知」と註していることから、上代から古代にかけてはこの地域は「くくち」と呼ばれ「鞠智」と表記していたことがわかる。康保4年（967年）に施行された『延喜式』によるとすでに「菊池」の記載があることから、この頃までには「鞠智」に「菊池」の佳字を当てていたものと考えられる。
菊池氏は、1019年（寛仁3年）の刀伊の入寇に戦功のあった大宰権帥藤原隆家の孫とされる藤原則隆が肥後国に下向して土着したとして藤原姓（藤原北家）を自称し、各種系図もこれに沿った内容となっているが、1959年（昭和34年）志方正和は公家が残した日記や『源氏物語』を研究した結果、藤原隆家の後裔とするのは仮冒であり、藤原隆家の下で大宰少弐であった則隆の父藤原政則について、肥後国住人と記述されていることをもって、政則と則隆の代1070年ごろ菊池周辺に土着したとする説を発表、この説が現在まで有力とされている。その出自については、太田亮による代々大宰府官を務めた紀姓の地方豪族とする説、さらには、狗奴国の官・狗古智卑狗（菊池彦） 後裔説、古代鞠智（くくち:山の麓の谷から平野へ出る口）族後裔説、源経基の後裔とする源姓説、など多様な説がある。
近年、政則の初名に「基定」と記された系図と由緒が公表され、これを隆家の五男・基定 (肥前守従五位下) であるとする新説と共に、則隆には、従五位下右近将監「則忠」、従五位下武部少輔「則宗」、従五位下肥前守「武重」という3人の弟がいたことが分かった。

### 源平合戦時代
院政時代全国の在地支配層は、こぞって中央の有力者に荘園を寄進してその庇護を受け、院の武者として勢力を拡大しようとした。4代菊池経宗・5代菊池経直が鳥羽院武者と記録されていることからも、菊池氏がその例に漏れなかったことが推定される。このころまでに菊池氏一族の中に在地名を名乗る者が現れ、菊池氏一族が肥後国の在地勢力として定着拡散して行ったことが分かる。
平家台頭後は日宋貿易に熱心だった平清盛が肥後守に就任するなど、平家による肥後国統制が強化されると菊池氏は平家の家人と化したが、1180年（治承4年）源頼朝が兵を挙げると翌1181年（養和元年）6代菊池隆直は養和の乱を起こして平家に反抗した。隆直は翌年平貞能の率いる追討軍に降伏し、以後、平家の家人として治承・寿永の乱（源平合戦）に従軍したものの、壇ノ浦の戦いにおよんで源氏方に寝返り御家人に名を連ねた。源平の間を揺れ動いたことで頼朝の疑念を招き、隆直への恩賞は守護に任じられた少弐氏や大友氏・島津氏に遠く及ばず、逆に多くの関東系御家人を本拠地周囲に配置され、その牽制を受けた。

### 鎌倉時代
8代菊池能隆は承久の乱において後鳥羽上皇方にくみしたため、北条義時によって所領を減らされた。乱後、鎌倉幕府は鎮西探題を設置して、西国の押さえとした。10代菊池武房は元寇に際して、鎌倉幕府から博多に召集され、一族郎党を率いて元軍と戦闘を交え敵を討ち取った。
菊池氏は、伝統的に源平勢力と一定の距離を保ち在地勢力の勇としての意地を見せてきたが、鎌倉幕府に衰えが見られるようになると朝廷とのつながりを深めた。12代菊池武時は後醍醐天皇の綸旨に応じ、1333年（元弘3年、正慶2年）阿蘇惟直・少弐貞経・大友貞宗をさそって鎮西探題北条英時を博多に襲ったが、貞経・貞宗の裏切りによって善戦むなしく鎮西探題館内で戦死した。
武時の遺志は嫡男13代菊池武重に引き継がれ、建武の新政成立後、楠木正成の推薦もあって肥後守に任じられた。武時の武功は高く評価され、その庶子菊池武茂・菊池武澄・菊池武敏らも叙任を受けた。

### 南北朝時代
足利尊氏が建武の新政から離脱し反旗を翻すと、武重は後醍醐天皇の近くに仕え日本各地を転戦した。武重が関東で戦っているころ、京都を追われた尊氏が九州に逃れ少弐貞経の子の少弐頼尚が尊氏を赤間関に迎えに出た隙に、武重の弟菊池武敏は大宰府の貞経を攻めて滅ぼした。
1335年（建武2年）勢いづいた武敏は阿蘇惟直・秋月種道・蒲池武久・星野家能らを誘って多々良浜の戦いで足利方と戦ったが敗北し、菊池に逃げ帰った。尊氏が京都に攻め上ると、武敏は再度蜂起して足利方に反抗した。また、京都を脱出していた武重は1337年（南朝：延元2年、北朝：建武4年）帰国して武敏と合流し、足利方の一色範氏・少弐頼尚と戦った。以後、九州も南北朝の争乱に巻き込まれていくことになる。
武重・武敏兄弟の死後、菊池氏勢力は沈滞の時期を迎えたが、南朝・後醍醐天皇の皇子懐良親王が、1339年（南朝：延元4年、北朝：暦応2年）征西将軍として九州に下向した。途中伊予国に滞在した懐良親王は、宇都宮貞泰を連れて1341年（南朝：興国2年、北朝：暦応4年）薩摩谷山に上陸、1343年（南朝：興国4年、北朝：康永2年）肥後国宇土において15代菊池武光に迎えられた。懐良親王は阿蘇惟澄の本拠地御船を経由して隈府城に入城した。
このころ中央では尊氏と弟足利直義の間に対立が深まり、1349年（南朝：正平4年、北朝：貞和5年）直義の養子足利直冬が九州に下向してきたため、九州は三勢力に分断された。しばらく三すくみの状態が続いたが、1351年（南朝：正平6年、北朝：観応2年）直義の失脚により直冬が九州を去ると、勢力を伸ばした懐良親王は1358年（南朝：正平13年、北朝：延文3年）武光やその兄弟武義・武澄らの働きによって大宰府を攻略した。以後、大宰府に征西府が置かれ九州における公的機関の様を呈していた。
一方、業を煮やした幕府は1371年（南朝：建徳2年、北朝：応安4年）に新たに今川貞世を九州探題に任じた。武光は貞世と戦ったが敵わず、翌年には大宰府を失った。このような中で武光と16代菊池武政が相次いで没し、17代菊池武朝が後を継いだが、1377年（南朝：天授3年、北朝：永和3年）の蜷打の戦いで北朝方に大敗するなどさらなる敗戦を重ね、1381年（南朝：弘和元年、北朝：永徳元年）には本拠地をも追われてしまった。
そして、1392年（明徳3年）の南北朝合一を機に武朝は阿蘇惟政とともに了俊と和睦することになった。

### 室町時代
18代菊池兼朝は必ずしも室町幕府に忠実ではなかったが、これまで守護であった阿蘇氏が阿蘇郡にしか勢力が及んでいない実情をみた室町幕府は兼朝を肥後守護職に任じた。次の19代菊池持朝の時代には大内氏とともに室町幕府に反抗的な少弐氏・大友氏と戦い、大友氏が持っていた筑後守護職を与えられた。ところが、20代菊池為邦の代に大友氏が幕府から罪を許されて筑後を大友氏と菊池氏の半国守護にすることになると、これに反発した為邦は大友氏と戦い、今度は幕府の怒りを買った菊池氏が筑後守護職を奪われてしまった。
一方、菊池氏の本国である肥後でも阿蘇郡は前守護である阿蘇氏が阿蘇大宮司の立場を利用して同郡を掌握しており、菊池氏の勢力は小国地方に浸透したのみであった。球磨郡と芦北郡も鎌倉初期からの領主である相良氏が掌握しており、内乱時に菊池氏の安堵を得ることはあっても原則的には自立した存在であった。そして、八代郡を支配していた名和氏も菊池氏とは長年南朝方としてともに闘ってきた間柄で菊池氏とともに室町幕府に従った後も自立した存在であり続けた（宇土郡を支配する宇土氏が滅亡すると、同郡も併合している）。菊池氏が守護として確実に支配できた地域は天草郡と「国中」と称された7郡（玉名・山本・山鹿・菊池・飽田・託磨・益城各郡）および筑後守護時代に影響下に入った筑後の一部地域に限られており、それも後述の内紛によって縮小していくことになる。

### 終焉
父である18代菊池兼朝を追って当主に就いた19代菊池持朝のころから菊池氏一族の間で家督をめぐる争いが持ち上がるようになっていたが、20代菊池為邦の弟で宇土氏の養子になっていた宇土為光が、甥である21代菊池重朝に対して1484年（文明16年）挙兵、敗れたものの重朝没後1501年（文亀元年）再度挙兵した。為光に追われた22代菊池能運は有馬氏を頼って玉名を経由して島原に逃れ、翌1502年（文亀2年）城重岑・隈部運治らと呼応して為光を自刃させた。能運は戦いに勝利したものの、戦傷がもとで1504年（永正元年）わずか23歳で死亡し、以後菊池氏の家督は庶流から輩出されるようになり、菊池氏家督は阿蘇氏や大友氏に横取りされ、こうして菊池氏は滅亡した。
能運の死後肥後国では下克上が進み戦国時代に突入したとされるが、菊池氏の遺領は菊池三家老と言われた赤星氏・城氏・隈部氏らが領するところとなった。

### 備考
南北朝時代に菊池一族は後醍醐天皇の南朝方にあった。吉野の山中にて南朝を開き、京都朝廷(北朝)と吉野朝廷（南朝）が並立する南北朝時代に後醍醐天皇は、尊良親王や恒良親王らを新田義貞に命じて北陸へ向かわせたほか、懐良親王を征西将軍に任じて九州へ、宗良親王を東国へ、義良親王を陸奥国へと、各地に自分の皇子を送って北朝方に対抗させようとした。
菊池氏滅亡後、肥後国豪族米良が菊池能運の子米良重次の末裔を名乗り江戸時代に交代寄合に列せられた。米良氏は参勤交代をするが、5000石格の無高で肥後国人吉藩相良氏の扶養という特殊な交代寄合家だった。
明治時代になって菊池姓に復姓し、男爵に列せられた。昭和初期に、中島久万吉商工大臣と美濃部達吉貴族院議員を、それぞれ皇室へ不忠として糾弾し辞職に追い込んだ菊池武夫はこの菊池家の男爵である。また、八代氏の12代当主隆屋は一族郎党を連れて日向国の大名である北原氏を頼り、新しい本拠となった真幸院の地名・大河平をとって大河平氏に改姓、北原氏が滅亡後は薩摩島津氏の家臣となり、薩摩藩士として存続した。
他に庶流として西郷氏があり、将軍徳川秀忠生母の西郷局、会津藩家老西郷頼母、薩摩藩下級藩士西郷隆盛は菊池氏の出とされる。
そのほか宮崎県児湯郡西米良村、群馬県伊勢崎市北千木町、南千木町などにも菊池姓が見られる。

### 歴代当主
1. 藤原則隆
2. 藤原経隆
3. 藤原経頼
4. 菊池経宗
5. 菊池経直
6. 菊池隆直
7. 菊池隆定
  - 菊池隆継
8. 菊池能隆
9. 菊池隆泰
10. 菊池武房
  - 菊池隆盛
11. 菊池時隆
12. 菊池武時
13. 菊池武重
14. 菊池武士
15. 菊池武光
16. 菊池武政
17. 菊池武朝
18. 菊池兼朝
19. 菊池持朝
20. 菊池為邦
21. 菊池重朝
22. 菊池能運
23. 菊池政隆
24. 菊池武経 - （阿蘇氏）
25. 菊池武包 - （詫磨氏）
26. 菊池義武 - （大友氏）

### 支配氏族
- 赤星氏

赤星親家
赤星統家 - 親家の子。大友義統より「統」の1字を賜う。
- 隈部氏

隈部親永
隈部親泰
- 城氏

城親冬
城親賢
城親基
- 鹿子木氏

鹿子木親員(寂心)
鹿子木鎮有 - 親員の孫。大友義鎮（宗麟）より「鎮」の1字を賜う。
- 宇土氏

宇土為光 - 菊池持朝の子、為邦の実弟。
- 竹崎氏

竹崎季長
- 豊田氏
- 西郷氏

### 庶家
- 八代氏（のちに大河平氏）
- 志岐氏
- 米良氏

## 陸奥菊池氏
陸奥菊池氏も肥後菊池氏と同族で、建武の新政に関った人々の中に菊池一族も名前を連ねていることから後醍醐天皇の多くの皇子に伴って全国各地に散らばったとされる。
遠野菊池氏もその一族で、海路より青森県八戸に上陸し岩手県遠野にたどり着いたとされ、家紋にいわれが残っている。菊池氏は「丸に並び鷹の羽」もしくは「丸に違い鷹の羽」を用いることが多く、遠野菊池氏は通常の家紋に海路から入ったことを表す波紋が加えられ「丸に並び鷹の羽に波紋」で表す方が多いようである。人口の二割を菊池姓で占めている岩手県遠野市は1998年（平成10年）8月1日菊池市と友好都市宣言を結んだ。
この他にも岩手県では菊池姓、菊地姓を名乗る人が多く、遠野菊池氏の他にも宮城県石巻から北上川を北上してきた一族がいたなどの言い伝えが残っており、岩手県奥州市（江刺地域）に多い。末裔に中央大学初代総長の菊池武夫や盛岡の実業家菊池金吾などがいる。

## 常陸菊池氏
常陸国にも菊池氏がある。肥後菊池氏の流れをひく陸奥菊池氏と同族という。遠祖は関白藤原道隆。また、茨城郡谷田村にも菊池氏が見える。
多賀谷重経の家臣にも菊池氏の名が見える。他、久慈郡稲村神社の由来書には鎮守府将軍源義家が藤原広重の娘に産ませた、藤原義広に従属する武士として松浦氏、菊池氏、原田氏があったという。
なお、常陸国から佐竹氏の秋田転封に随行した菊池氏が数流見える。以下、菊池と名乗る家と菊地と名乗る家があるのでそれぞれ区別して掲載した。
- 菊地忠政流

菊池忠政はその子 政勝の代に秋田に随行した。知行高は200石という。
```
系譜 忠政―政勝―良政―政房―政武―新左衛門政恒
```

- 菊地武直流

菊地武直は筑紫の生まれであるという。本姓 藤原氏。流離して出羽国に移住する。新田開発大番となる。
```
系譜 武直―武経―武奥―武治―伝兵衛武清
```

- 菊池縫殿允流

十左衛門の代に佐竹義宣に従い秋田に転封に随行し、出羽国仙北郡六郷に住み、隠居 佐竹義重に仕えるという。義重卒後は同郡刈和野に移り、後に秋田城下に移り住むという。
```
系譜 縫殿允―十左衛門―某（十左衛門）一某
```

- 菊地正国流

本姓は藤原氏。菊池正国の代に佐竹義宣に従い秋田に転封に随行するという。子孫は平鹿郡横手に住む。知行30石。 家紋は薄。
```
系譜 正国―正光―正行―味兵衛正勝
```

- 菊地金信流

本姓は藤原氏。菊地金信の代に佐竹義宣に従い秋田に転封に随行するという。秋田郡十二所に住むという。
```
系譜 金信一晴信―一信―茂左衛門尹信
```

仙北郡角館に住まうという。十二所に45石を有する。
```
系譜 舎治―舎廣―舎次
```

はじめ常陸国宍戸藩主となった、秋田実季に仕えるという。その後、秋田藩 佐竹氏の一門 蘆名義勝に仕え、蘆名氏断絶後は佐竹一門の佐竹北家の義隣に仕えて仙北郡角館に住まうという。
```
系譜 菊池武清―武光―武久―武知―忠兵衛直武
```

武久の代に佐竹義宣に従い秋田に転封、平鹿郡横手に住まうという。
```
系譜 武次―武久―武道―武吉
```

秀長の代に佐竹義宣に従い秋田に転封、子孫は雄勝郡湯沢に住むという。
```
系譜 菊池秀長―秀光―金衛門秀経
```

佐竹義宣に従い秋田に転封、子孫は雄勝郡湯沢に住むという。知行50石であるという。
```
系譜 菊池平内左衛門―惣右衛門―惣右衛門―惣右衛門―惣右衛門 種道
```

佐竹義宣に従い秋田に転封、子孫は雄勝郡湯沢に住むという。 知行16石という。
```
系譜 菊池喜六郎一助左衛門―久助―源五兵衛為昌
```

### 水戸藩郷士・義民として活動した菊池姓の人物
水戸藩に残留した菊池氏は献金により郷士の格式を得た者、帰農した者らが見え、江戸時代初期、献金郷士となった者に菊池小左衛門の名が見える。また、幕末・維新期において尊王志士や義民として活動する者も多く以下にその姓名を記す。
- 菊池謙蔵 … 久慈郡冥賀村の郷士。天狗党の乱に天狗方に加わり、捕らわれる。武蔵国川越から江戸佃島に移され、慶応2年（1866年）4月20日、獄死する。享年23。靖国神社合祀[19]。
- 菊地忠衛門 … 久慈郡冥賀村の郷士。諱は隆英。水戸藩小十人組。安政2年（1855年）に編纂された『御領内義民賞典姓名録』に、9月4日付け、9月5日申し渡しとして志格別の趣につき、出格の儀、一代小十人列を許されるという。その後、安政5、6年（1858年、59年）、天狗党に加わり国事に奔走し、松平頼徳に従うも下国、10月、降伏する。慶応元年（1866年）7月3日、武蔵国川越で獄死。享年67。水戸市常磐墓地に墓。靖国神社合祀する[20][21]。
- 菊池幸四郎 … 冥加村の百姓。安政2年（1855年）9月4日付け、翌5日申し渡しで一代苗字帯刀、麻上下御免となるという[22]。
- 菊池理三郎 … 久慈郡上岡村の里正。諱は武政。慶応3年（1867年）1月29日、水戸で獄死する。享年30。靖国神社合祀[23]。
- 菊池郁太郎 … 久慈郡下野宮の百姓。諱は忠積。天狗党に加わり、元治元年（1864年）9月3日、鹿島郡鉾田村三光院にて討ち死にする。靖国神社合祀[24]。
- 菊地小平 … 久慈郡下野宮里正。心得宜敷に付き、安政2年（1855年）9月4日付け、翌5日申し渡しで麻上下御免となる[25]。
- 菊池荘七 … 那珂郡山方村の百姓。天狗党に慶応2年（1866年）4月5日、獄死。享年22。靖国神社合祀[26]。
- 菊池五郎次 … 久慈郡天下野村の百姓。天狗党に加わり同郡中染村で捕らわれ、病にて帰宅し慶応元年（1865年）2月9日、享年29。靖国神社合祀[27]。
- 菊池三左衛門 … 久慈郡頃藤村組頭 嘉衛門の長男。諱は信忠。慶応2年（1866年）8月5日、水戸で獄死。享年21。靖国神社に合祀[28]。
- 菊池亀松 …  久慈郡山田村の百姓。天狗党に加わり捕縛され、慶応2年（1866年）3月3日、水戸で獄死[29]。
- 菊池源三郎 … 那珂郡大宮村の百姓。天狗党に加わり、元治元年（1864年）9月9日、久慈郡中染村で二本松藩兵と戦い、討ち死にする。享年20。靖国神社合祀[30]。
- 菊池源吾 … 那珂郡上大賀村の百姓。組頭兼野上村里正。安政2年（1855年）9月4日付け、翌5日申し渡しで麻上下御免となる。その後、天狗党に加わり捕縛され、武蔵国川越に拘禁され、慶応2年（1866年）6月9日獄死する。享年44。靖国神社合祀[31][32]。
- 菊池由兵衛 …  那珂郡照田村の百姓。組頭。諱は富興。天狗党に加わり、慶応元年（1865年）1月14日、獄死。享年52。靖国神社合祀[33]。
- 菊池景道 …  宍戸藩士。天狗党の乱に加わり捕縛され、慶応2年（1866年）10月10日、獄死する。享年18。靖国神社合祀[34]。
- 菊池勝五郎 …  宍戸藩士。近習頭。諱は義徳。主君 松平頼徳に随い、水戸に入っていたが水戸藩内の内紛に巻き込まれ主君 頼徳も罪を得て切腹。勝五郎も元治元年（1864年）10月16日、水戸で斬首となる[35]。
- 菊池勝太郎 … 宍戸藩士。小納戸役。天狗党に与し、捕らわれる。元治元年（1864年）10月16日、水戸で斬首。享年23。靖国神社合祀[36]。
- 菊池荘助 …  宍戸藩士。参政。諱は義猛。天狗党に与し、捕らわれる。元治元年（1864年）10月16日、水戸で斬首となる。享年45。靖国神社合祀[36]。
- 菊地忠介 … 宍戸藩士。諱は景恒。天狗党に与し、捕らわれる。元治元年（1864年）10月16日、水戸で斬首となる。享年44。靖国神社合祀[36]。
- 菊池勝作 … 諱は道貫。大沼先手同心組。天狗党に加わり捕縛され、武蔵国岩槻で捕らわれ、江戸佃島に慶応2年（1866年）11月9日、水戸で獄死。享年24。靖国神社合祀[37]。
- 菊池丑之介 … 諱は守次。先手同心組。天狗党に加わるも、武蔵国岩槻から江戸佃島に移され、慶応2年（1866年）6月4日、獄死する。享年29。靖国神社合祀[27]。
- 菊池久七 … 大沼詰先手同心組。諱は正国。慶応元年（1865年）5月19日、獄死する。享年39。靖国神社合祀[38]。
- 菊池鼎次郎 … 諱は以徳。野村則行の次男。菊池以道の養子となる。小十人組。天狗党に加わり、元治元年（1864年）10月5日、那珂湊反射炉構内で討ち死にする。享年37。靖国神社合祀[39]。
- 菊池秀次郎 … 蔵奉行 菊池弥次衛門徳馨の四男。諱は徳祐。慶応2年（1866年）8月19日、武蔵忍にて獄死。享年20。靖国神社合祀[40]。

### 佐幕派として行動した菊池姓の人物
- 菊池扇三郎 … 水戸藩士。大番。市川三左衛門ら諸生党に加わり元治元年（1864年）夏、那珂郡部田野で討ち死にする[41]。
- 菊池宗内 … 諸生党に属し、元治元年（1864年）夏、水戸藩領内で討ち死にする[41]。

## 下野菊池氏
また、下野国那須郡鍋掛にも菊地氏がある。肥後菊池氏の庶流である。
もともとは那須氏の家臣であるという。武行の代に佐竹義宣に従い秋田に転封に随行する。家紋は三本杉。
```
系譜 菊地武行―武忠―武家―武寛
```